# Damernas 55 kg i tyngdlyftning vid olympiska sommarspelen 2020
Damernas tyngdlyftning i 55-kilosklassen vid olympiska sommarspelen 2020 hölls den 26 juli 2021 i Tokyo International Forum i Tokyo.
Hidilyn Diaz från Filippinerna tog guld, vilket var landets första OS-guld genom tiderna. Kinesiska Liao Qiuyun tog silver och Zulfija Tjinsjanlo från Kazakstan tog brons.

## Tävlingsformat
Varje tyngdlyftare får tre försök i ryck och stöt. Deras bästa resultat i de båda lyften kombineras till ett totalt resultat. Om någon tävlande misslyckas att få ett godkänt lyft, så blir de utslagna. Ifall två tyngdlyftare hamnar på samma resultat, är idrottaren med lägre kroppsvikt vinnare.

## Rekord
Innan tävlingens start gällde följande rekord.
| Världsrekord | Ryck   | Li Yajun (CHN)    | 102 kg | Asjchabad, Turkmenistan | 3 november 2018   |
| Världsrekord | Stöt   | Liao Qiuyun (CHN) | 129 kg | Pattaya, Thailand       | 20 september 2019 |
| Världsrekord | Totalt | Liao Qiuyun (CHN) | 227 kg | Pattaya, Thailand       | 20 september 2019 |

## Resultat
| Placering | Idrottare              | Nation           | Grupp | Kroppsvikt | Ryck (kg) | Ryck (kg) | Ryck (kg) | Ryck (kg) | Stöt (kg) | Stöt (kg) | Stöt (kg) | Stöt (kg) | Totalt   |
| Placering | Idrottare              | Nation           | Grupp | Kroppsvikt | 1         | 2         | 3         | Resultat  | 1         | 2         | 3         | Resultat  | Totalt   |
| --------- | ---------------------- | ---------------- | ----- | ---------- | --------- | --------- | --------- | --------- | --------- | --------- | --------- | --------- | -------- |
| 1         | Hidilyn Diaz           | Filippinerna     | A     | 54,80      | 94        | 97        | 99        | 97        | 119       | 124       | 127       | 127 0OR0  | 224 0OR0 |
| 2         | Liao Qiuyun            | Kina             | A     | 54,65      | 92        | 95        | 97        | 97        | 118       | 123       | 126       | 126       | 223      |
| 3         | Zulfija Tjinsjanlo     | Kazakstan        | A     | 54,95      | 90        | 93        | 93        | 90        | 123       | 123       | 125       | 123       | 213      |
| 4         | Muattar Nabieva        | Uzbekistan       | A     | 54,95      | 95        | 98        | 98        | 98 0OR0   | 114       | 114       | 117       | 114       | 212      |
| 5         | Kamila Konotop         | Ukraina          | A     | 54,95      | 91        | 94        | 96        | 94        | 106       | 110       | 112       | 112       | 206      |
| 6         | Kristina Şermetowa     | Turkmenistan     | A     | 54,85      | 90        | 93        | 93        | 90        | 111       | 115       | 117       | 115       | 205      |
| 7         | Ham Eun-ji             | Sydkorea         | A     | 54,90      | 85        | 85        | 90        | 85        | 115       | 115       | 116       | 116       | 201      |
| 8         | Nouha Landoulsi        | Tunisien         | A     | 54,85      | 88        | 92        | 92        | 88        | 108       | 113       | 113       | 108       | 196      |
| 9         | Ana Gabriela López     | Mexiko           | A     | 54,80      | 90        | 94        | 95        | 90        | 105       | 110       | 110       | 105       | 195      |
| 10        | Joanna Łochowska       | Polen            | B     | 54,70      | 81        | 84        | 86        | 84        | 102       | 102       | 106       | 102       | 186      |
| 11        | Kanae Yagi             | Japan            | B     | 54,75      | 78        | 78        | 81        | 81        | 99        | 102       | 106       | 102       | 183      |
| 12        | Rachel Leblanc-Bazinet | Kanada           | B     | 54,90      | 79        | 82        | 85        | 82        | 99        | 102       | 102       | 99        | 181      |
| 13        | Chiang Nien-hsin       | Kinesiska Taipei | B     | 54,80      | 75        | 78        | 81        | 81        | 95        | 100       | 101       | 95        | 176      |
| 14        | Mary Kini Lifu         | Salomonöarna     | B     | 54,50      | 64        | 67        | 67        | 67        | 84        | 87        | 90        | 87        | 154      |